# Kızım
Kızım (en español: Mi hija) es una serie de televisión turca producida por Med Yapım para TV8, basada en el drama coreano titulado Oh My Geum Bi.

## Trama
Öykü es una niña de ocho años que vive con una amiga de su madre, es decir, su tía, que al tener una enfermedad rara llamada Enfermedad de Niemann-Pick, no la quiere cuidar más. La abandona y le deja la dirección de su padre para que vaya a vivir con él; Demir, un irresponsable y delincuente que apenas ha sido arrestado, y no sabe que tiene una hija, tendrá que aprender a ser padre sin quererlo con Candan.

## Reparto
- Buğra Gülsoy como Demir Göktürk
- Beren Gökyıldız como Öykü Tekin / Öykü Göktürk
- Leyla Lydia Tuğutlu como Candan Hoşgör
- Serhat Teoman como Cemal Eröz
- Selin Şekerci como Asu Karahan
- Tugay Mercan como Uğur Adıgüzel
- Sinem Ünsal como Sevgi Günay
- Suna Selen como Müfide Adıgüzel
- Elif Verit como Zeynep Kaya
- Gökhan Soylu como Dr. İhsan Erbil
- Elit Andaç Çam como Ayla
- Faruk Barman como Murat
- İhsan İlhan como Jilet
- Mehdi Adlin como Ahmet
- Haldun Boysan como Resat
- Deniz Ali Cankorur como Mertcan
- Eliz Neşe Çağın como İlayda
- Ece Akdeniz como Betul
- Günes Çaglar como Cenk Hoşgör